# Esarcato patriarcale di Turchia

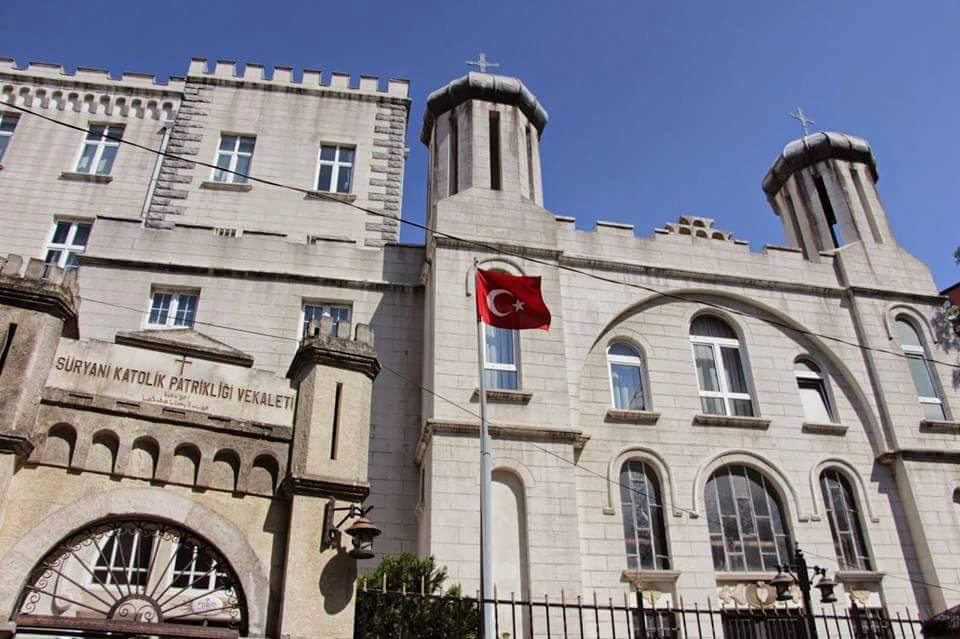
Una chiesa siro-cattolica di Istanbul.

L'esarcato patriarcale di Turchia è una sede della Chiesa cattolica sira immediatamente soggetta al patriarcato di Antiochia dei Siri. Nel 2022 contava 2.000 battezzati. È retto dall'esarca Orhan Abdulahad Çanli.

## Territorio
L'esarcato patriarcale estende la sua giurisdizione sui fedeli cattolici di rito siriaco-occidentale di Turchia. 
Il territorio comprende 2 parrocchie.

## Storia
L'esarcato patriarcale di Turchia fu eretto nel 1908.

## Cronotassi degli esarchi
Si omettono i periodi di sede vacante non superiori ai 2 anni o non storicamente accertati.
- Yusuf Sağ (1985 - 2017)
- Orhan Abdulahad Çanli, dal 2017

## Statistiche
L'esarcato patriarcale nel 2022 contava 2.000 battezzati.
| anno | popolazione | popolazione | popolazione | presbiteri | presbiteri | presbiteri | presbiteri                | diaconi | religiosi | religiosi | parrocchie |
| anno | battezzati  | totale      | %           | numero     | secolari   | regolari   | battezzati per presbitero | diaconi | uomini    | donne     | parrocchie |
| ---- | ----------- | ----------- | ----------- | ---------- | ---------- | ---------- | ------------------------- | ------- | --------- | --------- | ---------- |
| 1998 | 2.120       | ?           | ?           | 3          | 3          |            | 706                       | 2       |           |           | 3          |
| 2005 | 2.155       | ?           | ?           | 1          | 1          |            | 2.155                     | 1       |           |           | 3          |
| 2014 | 2.055       | ?           | ?           |            |            |            |                           | 1       |           |           | 3          |
| 2018 | 2.000       | ?           | ?           | 1          | 1          |            | 2.000                     |         | 1         |           | 2          |
| 2020 | 2.000       | ?           | ?           | 1          | 1          |            | 2.000                     |         |           |           | 2          |
| 2022 | 2.000       | ?           | ?           | 1          | 1          |            | 2.000                     |         |           |           | 2          |